# Agromyza valdorensis
Agromyza valdorensis är en tvåvingeart som beskrevs av Spencer 1969. Agromyza valdorensis ingår i släktet Agromyza och familjen minerarflugor.
Artens utbredningsområde är Québec. Inga underarter finns listade i Catalogue of Life.